# Paunoviči
Paunoviči – wieś w Słowenii, w gminie Črnomelj. W 2018 roku liczyła 30 mieszkańców.